# Калмыков, Виктор Петрович
Виктор Петрович Калмыко́в (18 ноября (1 декабря) 1908— 7 марта 1981) — советский архитектор. Автор проекта города в воздухе «Сатурний». Архитектор Управления кинофикации при СНК РСФСР, главный специалист по проектированию и строительству кинотеатров в СССР на первом его этапе.

## Биография

Кинотеатр «Родина». Авторы проекта Корнфельд Я. А. и Калмыков В. П.

Виктор Калмыков закончил Московский Высший Художественно-Технический Институт (ВХУТЕИН) в 1930 году.
В молодости Виктор Калмыков был ярким представителем советского романтизма 20-30-х годов. Являлся членом Объединения архитекторов-урбанистов — АРУ (1928—1931 гг.).
Выступил автором проекта города будущего в воздухе (проект «Сатурний», 1930). Калмыков предложил создать вокруг земного шара город-кольцо, поднятый в воздух и вращающийся по экватору со скоростью Земли.
Позднее работал архитектор Управления кинофикации при СНК РСФСР и был главным специалистом по проектированию и строительству кинотеатров в СССР на первом его этапе. Из 60 кинотеатров, построенных с 1935 по 1940 годы в различных городах СССР, 50 осуществлено по проектам Виктора Петровича Калмыкова.

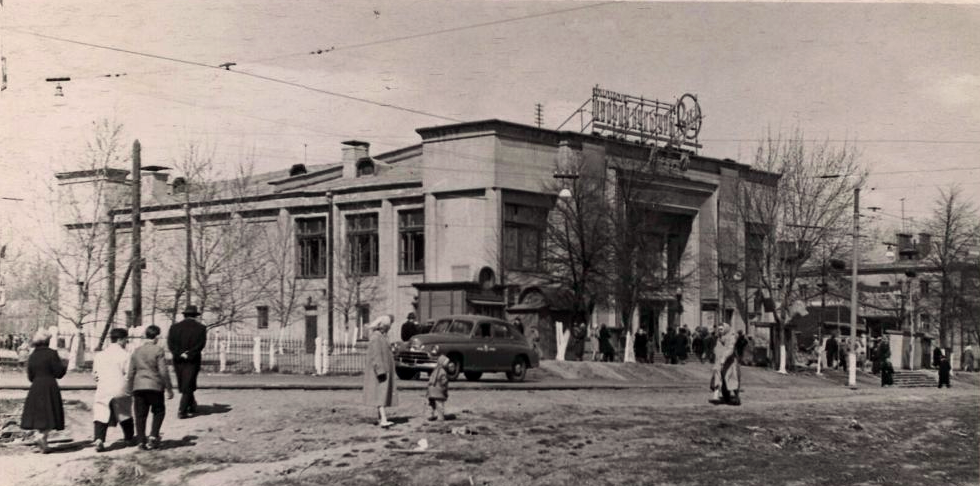
Кинотеатр-клуб Коломенского посёлка, Москва, проект В. П. Калмыкова под руководством Б. М. Иофана

В 1941 году была издана теоретическая работа В. П. Калмыкова «Архитектура и проектирование кинотеатров».

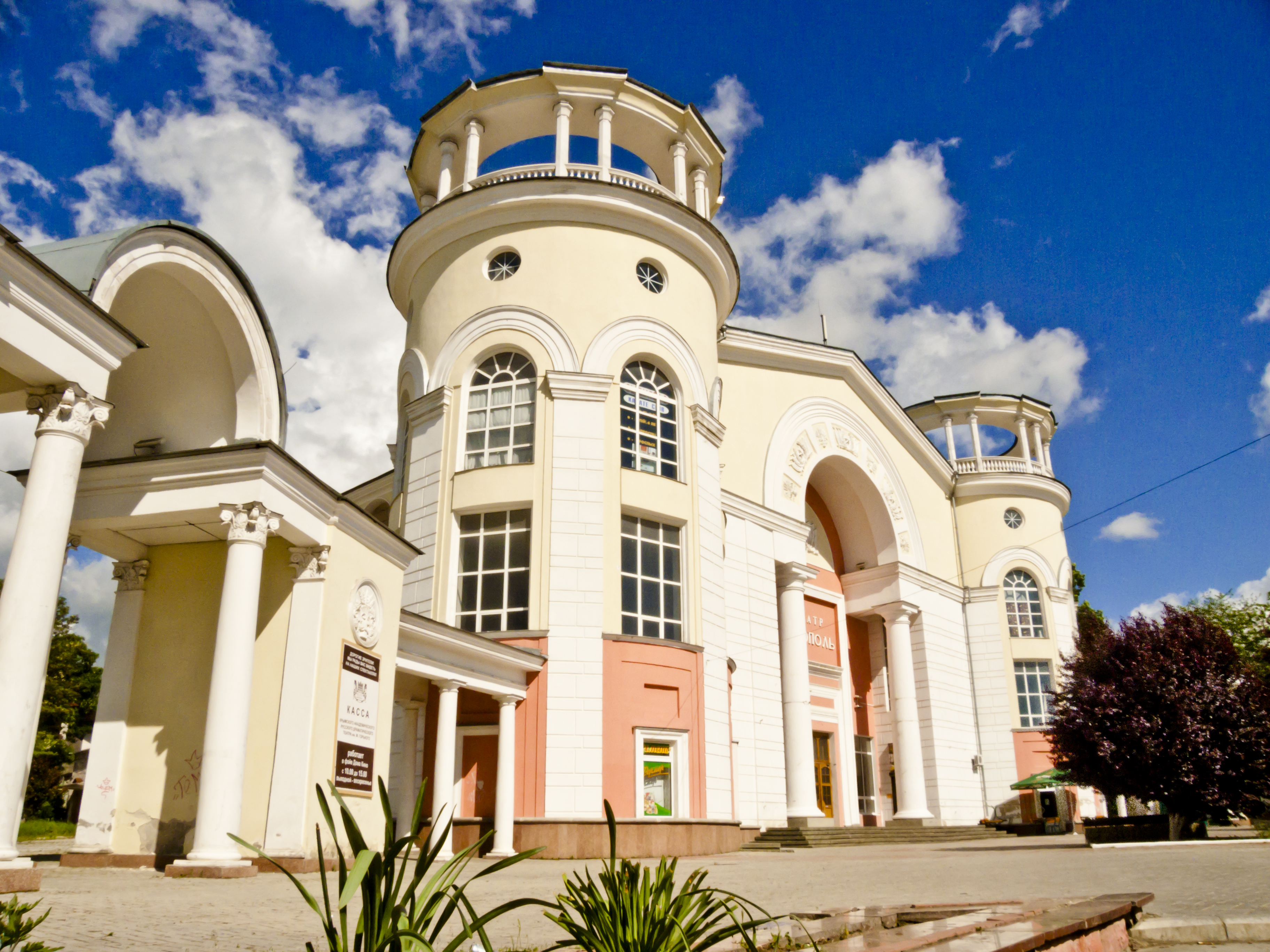
Кинотеатр "Симферополь", проект В. П. Калмыкова был доработан Б. Ф. Исаевым

## Известные проекты
- 1931 — кинотеатр «Родина», Кашира;
- 1935 — кинотеатр «Родина», Дербент (снесен);
- 1935—1955 — кинотеатр «Победа», Саратов;
- 1936 — кинотеатр «Победа», Нальчик;
- 1937 — кинотеатр «Октябрь», Таганрог;
- 1937 — кинотеатр «Родина», Орёл;
- 1937 — кинотеатр «Звезда», Тверь;
- 1937 — кинотеатр «Октябрь», Таганрог;
- 1937 — кинотеатр «Октябрь», Таганрог;
- 1937-1938 — кинотеатр «Спартак», Павлово-на-Оке;
- 1938 — кинотеатр «Октябрь», Омск;
- 1938 — кинотеатр «Родина», Москва;
- 1938 — кинотеатр «Родина», Элиста;
- 1938 — кинотеатр «Пограничник» (после войны — «Победа»), Псков;
- 1938 — кинотеатр «Октябрь», Смоленск;
- 1938 — кинотеатр «Октябрь», Киров;
- 1938 — кинотеатр «Ударник», Дзержинск;
- 1938—1940 — кинотеатр-клуб Коломенского посёлка (в дальнейшем: Филиал ДК ЗИЛ; при участии Б.М. Иофана), Москва;
- 1938—1946 — кинотеатр «Родина», Рязань;
- 1939 — Концертный зал «Шалкыма», Караганда
- 1939 — кинотеатр им. В. Маяковского, Риддер
- 1930-е — кинотеатр «Симферополь», Симферополь;
- 1939—1946 — кинотеатр «Победа», Абакан;
- 1940 — кинотеатр «Октябрь», Мичуринск;
- 1946 — кинотеатр «Победа», Сталиногорск;
- 1948 — кинотеатр «Родина», Мурманск.